# Dominique Tedeschi
Dominique Tedeschi (* 17. Juni 1953 in Carthage) ist eine ehemalige französische Fußballspielerin und -trainerin. In den Anfangsjahren des modernen Frauenfußballs hat sie international für Frankreich gespielt. Als Trainerin führte sie die Frauen der VGA Saint-Maur mehrfach zum Gewinn des Landesmeistertitels.

## Spielerkarriere

### Im Verein
Wann genau die im seinerzeit noch zu Französisch-Nordafrika gehörenden Tunesien geborene Dominique Tedeschi nach Festlandsfrankreich gekommen ist, geht aus den vorliegenden Quellen nicht hervor, ebenso wenig, ab wann sie begann, in einem Verein Fußball zu spielen. Spätestens 1972 gehörte sie einem Amateurclub aus Cours-de-Pile, am östlichen Stadtrand von Bergerac gelegen, an; dort wurde sie als 17-Jährige auch erstmals in die französische Nationalmannschaft berufen (siehe unten). Von dort wechselte die Mittelfeldspielerin 1974 zum FC Bergerac, mit dem sie auf Anhieb die zum ersten Mal ausgetragene Endrunde um die Landesmeisterschaft erreichte. Im Halbfinale scheiterte der FCB dann allerdings an Aragao Sport Orléans, gegen den die Elf aus dem Département Dordogne in ihrer Vorrundengruppe noch gewonnen hatte.
Ein Jahr darauf standen Tedeschi und ihre Mitspielerinnen erneut in der Runde der letzten vier Frauschaften; diesmal war es Titelverteidiger Stade Reims, der ihnen den Einzug in das Finale verwehrte. Ob sie 1976/77, als Bergerac zum dritten Mal in Folge – erneut gegen Reims – im Halbfinale ausschied, noch aktiv war, lässt sich angesichts der Lückenhaftigkeit, mit der die frühen Jahrzehnte des französischen Frauenfußballs bisher dokumentiert sind, nicht mit Sicherheit sagen.

### In der Nationalelf
Zwischen September 1972 und Mai 1975 hat Dominique Tedeschi fünf A-Länderspiele für Frankreich bestritten; einen Treffer hat sie im Nationaldress nicht erzielt. Die geringe Zahl ihrer Partien unter Nationalcoach Pierre Geoffroy hängt auch damit zusammen, dass die Französinnen in den frühen 1970ern maximal drei internationale Begegnungen pro Jahr – die seinerzeit noch lediglich zweimal 35 Minuten dauerten – austrugen.
Dreimal kam die Mittelfeldakteurin, die eine der wenigen Nicht-Reimserinnen in Frankreichs Reihen war, gegen die Schweiz zum Einsatz, je einmal gegen England und die Niederlande. Alle fünf Spiele endeten mit einer französischen Niederlage.

## Trainerlaufbahn
Dominique Tedeschi war eine der ersten drei Frauen in Frankreich, die die Fußball-Übungsleiterausbildung der Fédération Française de Football erfolgreich abgeschlossen und dadurch eine Lizenz erworben hatten, mit der sie Frauen- und Männermannschaften trainieren durften. Ab 1980 arbeitete sie als Chefcoach der Frauen von VGA Saint-Maur. Bei der VGA war sie mit dem Vorsatz angetreten, die andauernde Dominanz von Stade Reims und der AS Étrœungt zu brechen, die von 1974 bis 1982 sämtliche seinerzeit noch in einer Mischung aus Gruppenspielen und einer Finalrunde im K.-o.-Modus ausgespielten Titel unter sich aufgeteilt hatten. Am Abschluss der Saison 1982/83 gelang ihrer Elf dies nach einem allerdings erst im Elfmeterschießen entschiedenen Endspiel gegen FCF Hénin-Beaumont zum ersten Mal, und für die Trainerin war dies „alles andere als eine Überraschung, vielmehr das Resultat der Arbeit mehrerer Jahre“. Dieser Erfolg war zugleich der Anfang der Dominanz von Tedeschis Frauen, die von 1985 bis 1987 drei weitere französische Meisterschaften gewannen und auch 1984 das Finale erreichten.
1987 gönnte die Trainerin sich eine zweijährige Pause. Ihr Amt übernahm Saint-Maurs Spielerin Élisabeth Loisel, ehe Tedeschi zurückkehrte und prompt 1990 ihren persönlich fünften Titel sowie ein Jahr darauf eine weitere Vizemeisterschaft holte. Sie führte die VGA auch in die zur Spielzeit 1992/93 neu eingeführte erste französische Liga, den Championnat National 1 A, in der sie einen dritten Rang im Abschlussklassement belegte – das letzte Mal, dass der Verein, der ab 1998 sogar nur noch zweitklassig antrat, sich im oberen Tabellendrittel platzieren konnte. Wann genau Dominique Tedeschi ihre Tätigkeit in Saint-Maur beendet und ob sie danach den Trainerberuf noch bei einem anderen Klub ausgeübt hat, ist derzeit nicht zu ermitteln.

## Palmarès
als Spielerin
- Französische Meisterschaft: Halbfinalistin 1975, 1976, evtl. 1977
- 5 A-Länderspiele, kein Tor für Frankreich

als Trainerin
- Französische Meisterin: 1983, 1985, 1986, 1987, 1990 (und Vizemeisterschaft 1984, 1991)